# Six Jours de Zurich
Les Six Jours de Zurich (en allemand : Sechstagerennen Zürich) sont une course cycliste de six jours disputée au Hallenstadion de Zurich en Suisse.
Les premiers Six Jours de Zurich sont disputés en 1954 et sont remportés par les Suisses Hugo Koblet et Armin von Büren. Ils ont ensuite lieu annuellement jusqu'en 2001, deux éditions étant organisées en 1959. Les Six Jours ne sont plus disputés de 2002 à 2006, puis réapparaissent à la fin de l'année 2006, avec une édition ayant lieu du 27 décembre 2006 au 1er janvier 2007. Cette formule se déroulant durant les fêtes de fin d'année est conservée l'année suivante. En 2009, la course a lieu du 15 au 20 décembre. Entre 2011 et 2014, l'épreuve est courue sur 4 jours seulement.
Les Six Jours de Zurich sont organisés à partir de 1998 par Urs Freuler, ancien coureur huit fois champion du monde de la course aux points, et vainqueur de l'épreuve à quatre reprises.

## Palmarès

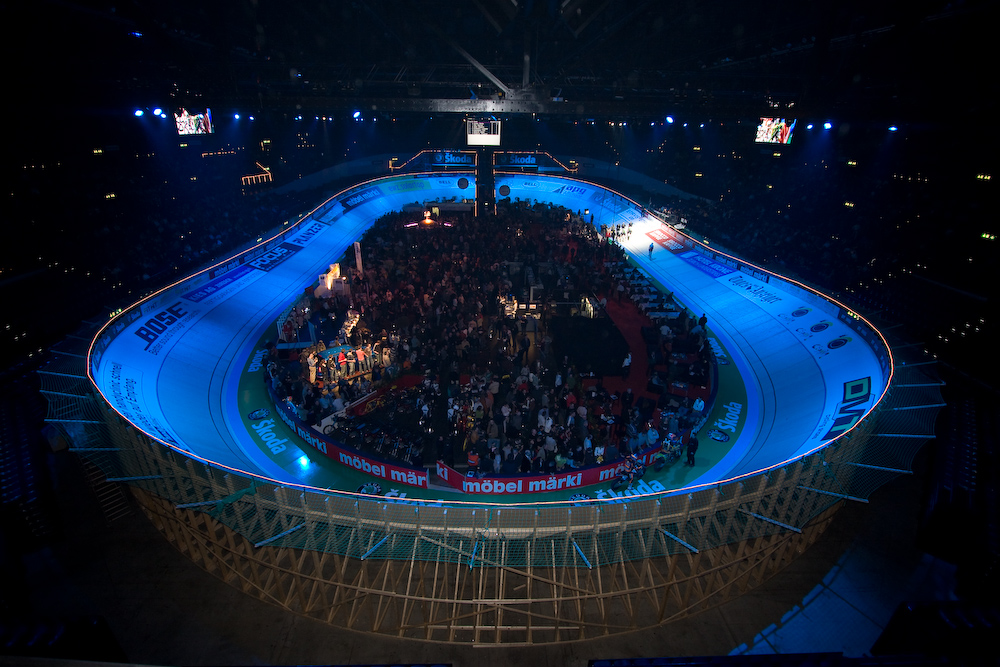
Six Jours de Zurich 2007.

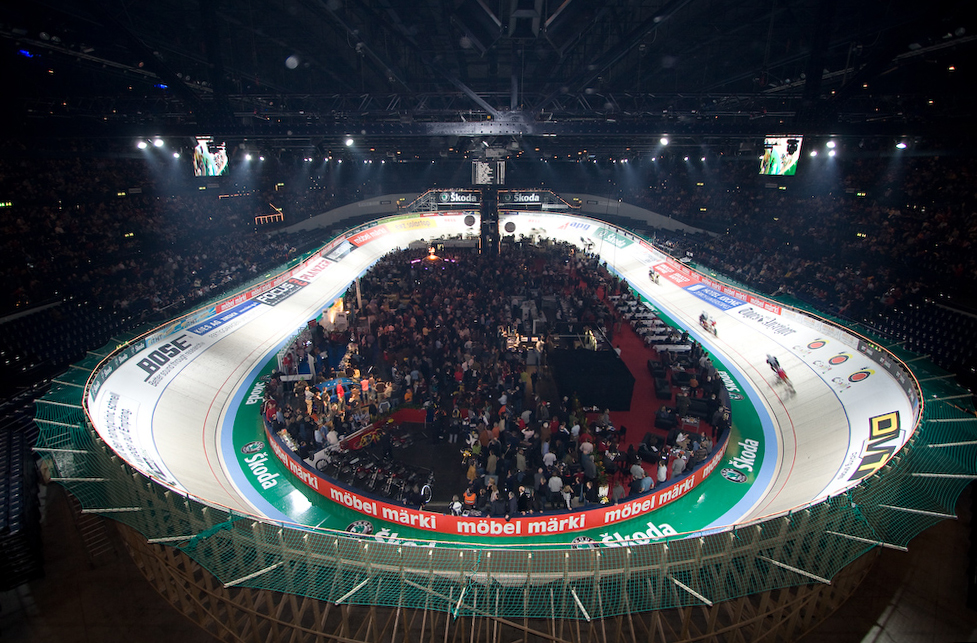
Six Jours de Zurich 2007.

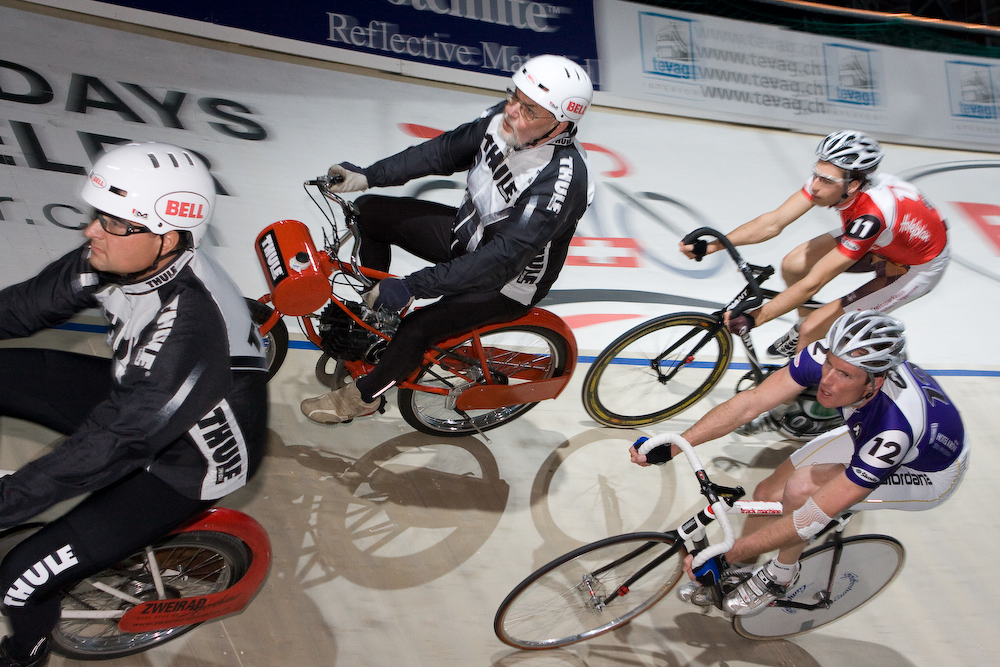
Grégory Rast 2007 à Zurich

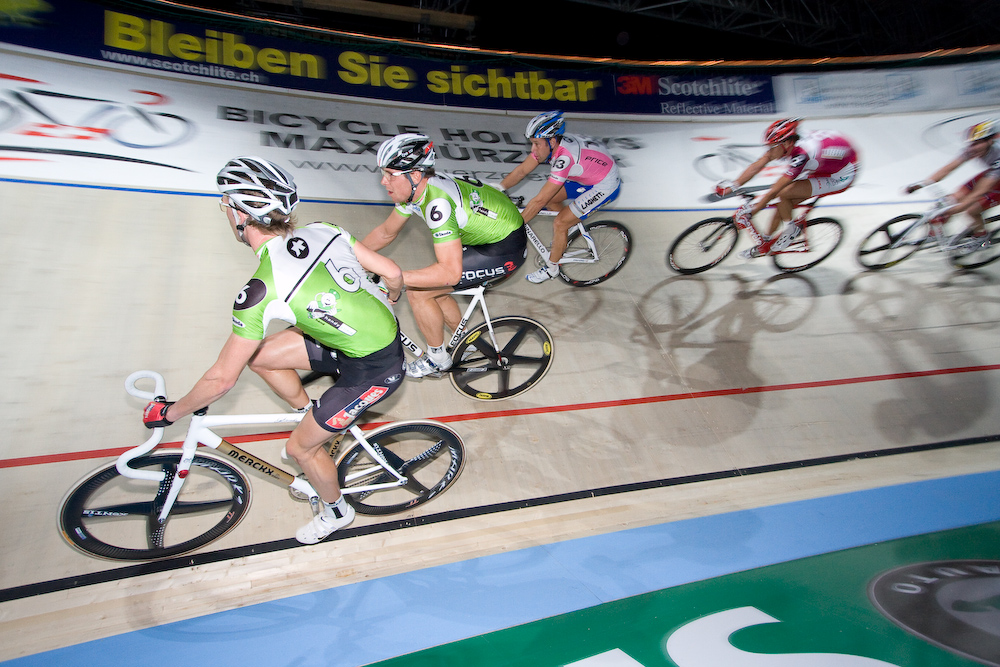
Iljo Keisse & Robert Bartko 2007 à Zurich

| Année   | Vainqueur                                     | Deuxième                                     | Troisième                                     |
| ------- | --------------------------------------------- | -------------------------------------------- | --------------------------------------------- |
| 1954    | Hugo Koblet Armin von Büren                   | Walter Bucher Jean Roth                      | Gerrit Peters Gerrit Schulte                  |
| 1955    | Walter Bucher Jean Roth                       | Gerrit Peters Gerrit Schulte                 | Dominique Forlini Georges Senfftleben         |
| 1956    | Key-Werner Nielsen Gerrit Schulte             | Walter Bucher Jean Roth                      | Reginald Arnold Ferdinando Terruzzi           |
| 1957    | Gerrit Schulte Armin Von Büren                | Emile Severeyns Rik Van Steenbergen          | Walter Bucher Jean Roth                       |
| 1958    | Fritz Pfenninger Jean Roth                    | Emile Severeyns Rik Van Steenbergen          | Reginald Arnold Ferdinando Terruzzi           |
| 1959    | Emile Severeyns Rik Van Steenbergen           | Reginald Arnold Walter Bucher                | Peter Post Gerrit Schulte                     |
| 1960    | Palle Lykke Jensen Key-Werner Nielsen         | Walter Bucher Fritz Pfenninger               | Reginald Arnold Ferdinando Terruzzi           |
| 1961    | Emile Severeyns Rik Van Steenbergen           | Klaus Bugdahl Fritz Pfenninger               | Peter Post Rik Van Looy                       |
| 1962    | Klaus Bugdahl Fritz Pfenninger                | Rudi Altig Sigi Renz                         | Freddy Eugen Palle Lykke Jensen               |
| 1963    | Fritz Pfenninger Peter Post                   | Klaus Bugdahl Sigi Renz                      | Rik Van Looy Rik Van Steenbergen              |
| 1964    | Fritz Pfenninger Peter Post                   | Emile Severeyns Rik Van Steenbergen          | Freddy Eugen Palle Lykke Jensen               |
| 1965    | Fritz Pfenninger Peter Post                   | Freddy Eugen Palle Lykke Jensen              | Rudi Altig Dieter Kemper                      |
| 1966    | Rudi Altig Sigi Renz                          | Fritz Pfenninger Peter Post                  | Klaus Bugdahl Patrick Sercu                   |
| 1967    | Freddy Eugen Palle Lykke Jensen               | Klaus Bugdahl Patrick Sercu                  | Fritz Pfenninger Peter Post                   |
| 1968    | Klaus Bugdahl Fritz Pfenninger                | Peter Post Patrick Sercu                     | Dieter Kemper Horst Oldenburg                 |
| 1969    | Klaus Bugdahl Dieter Kemper                   | Louis Pfenninger Peter Post                  | Patrick Sercu Alain Van Lancker               |
| 1970    | Fritz Pfenninger Erich Spahn Peter Post       | Rudi Altig Albert Fritz Louis Pfenninger     | Sigi Renz Jürgen Schneider Patrick Sercu      |
| 1971    | Klaus Bugdahl Dieter Kemper Louis Pfenninger  | Albert Fritz Sigi Renz Fritz Pfenninger      | Wilfried Peffgen Wolfgang Schulze Erich Spahn |
| 1972    | Albert Fritz Wilfried Peffgen Graeme Gilmore  | Sigi Renz Wolfgang Schulze Erich Spahn       | Klaus Bugdahl Dieter Kemper Louis Pfenninger  |
| 1973    | Léo Duyndam Piet de Wit                       | Albert Fritz Cees Stam                       | Louis Pfenninger Erich Spahn                  |
| 1974    | Klaus Bugdahl Graeme Gilmore                  | Léo Duyndam Louis Pfenninger                 | Günther Haritz Udo Hempel                     |
| 1975    | Günther Haritz Patrick Sercu                  | Udo Hempel René Savary                       | René Pijnen Roy Schuiten                      |
| 1976    | Albert Fritz Wilfried Peffgen                 | Günther Haritz René Pijnen                   | Klaus Bugdahl Patrick Sercu                   |
| 1977    | Eddy Merckx Patrick Sercu                     | Daniel Gisiger René Pijnen                   | Udo Hempel René Savary                        |
| 1978    | René Pijnen René Savary                       | Donald Allan Danny Clark                     | Albert Fritz Wilfried Peffgen                 |
| 1979    | Albert Fritz Patrick Sercu                    | René Pijnen René Savary                      | Donald Allan Danny Clark                      |
| 1980    | Roman Hermann Horst Schütz                    | Albert Fritz Udo Hempel                      | Gert Frank Jorgen Marcussen                   |
| 1981    | Albert Fritz Dietrich Thurau                  | Urs Freuler René Savary                      | René Pijnen Patrick Sercu                     |
| 1982    | Robert Dill-Bundi Urs Freuler                 | Danny Clark Patrick Sercu                    | Albert Fritz Henry Rinklin                    |
| 1983    | Urs Freuler Daniel Gisiger                    | Gert Frank Hans-Henrik Ørsted                | Albert Fritz Dietrich Thurau                  |
| 1984    | Urs Freuler Daniel Gisiger                    | Josef Kristen Henry Rinklin                  | Anthony Doyle Gary Wiggins                    |
| 1985    | Gert Frank René Pijnen                        | Urs Freuler Daniel Gisiger                   | Roman Hermann Sigmund Hermann                 |
| 1986    | Urs Freuler Daniel Gisiger                    | Stan Tourné Etienne De Wilde                 | Joaquim Schlaphoff Dietrich Thurau            |
| 1987    | Urs Freuler Dietrich Thurau                   | Anthony Doyle Roman Hermann                  | Volker Diehl Roland Günther                   |
| 1988    | Daniel Gisiger Jörg Müller                    | Adriano Baffi Pierangelo Bincoletto          | Urs Freuler Roman Hermann                     |
| 1989    | Adriano Baffi Pierangelo Bincoletto           | Daniel Gisiger Jörg Müller                   | Acácio da Silva Sigmund Hermann               |
| 1990    | Adriano Baffi Pierangelo Bincoletto           | Urs Freuler Hansruedi Maerki                 | Stefan Joho Werner Stutz                      |
| 1991    | Stefan Joho Werner Stutz                      | Etienne De Wilde Bruno Holenweger            | Kurt Betschart Bruno Risi                     |
| 1992    | Kurt Betschart Bruno Risi                     | Adriano Baffi Pierangelo Bincoletto          | Urs Freuler Peter Pieters                     |
| 1993    | Kurt Betschart Bruno Risi                     | Etienne De Wilde Jens Veggerby               | Adriano Baffi Pierangelo Bincoletto           |
| 1994    | Urs Freuler Carsten Wolf                      | Kurt Betschart Bruno Risi                    | Adriano Baffi Etienne De Wilde                |
| 1995    | Kurt Betschart Bruno Risi                     | Silvio Martinello Marco Villa                | Etienne De Wilde Andreas Kappes               |
| 1996    | Kurt Betschart Bruno Risi                     | Silvio Martinello Marco Villa                | Andreas Kappes Carsten Wolf                   |
| 1997    | Silvio Martinello Marco Villa                 | Kurt Betschart Bruno Risi                    | Adriano Baffi Joan Llaneras                   |
| 1998    | Kurt Betschart Bruno Risi                     | Silvio Martinello Marco Villa                | Jimmi Madsen Scott McGrory                    |
| 1999    | Kurt Betschart Bruno Risi                     | Matthew Gilmore Scott McGrory                | Andreas Kappes Jimmi Madsen                   |
| 2000    | Kurt Betschart Bruno Risi Markus Zberg        | Adriano Baffi Joan Llaneras Pascal Richard   | Tayeb Braikia Jimmi Madsen Beat Zberg         |
| 2001    | Matthew Gilmore Scott McGrory Daniel Schnider | Niki Aebersold Andreas Beikirch Jimmi Madsen | Kurt Betschart Bruno Risi Markus Zberg        |
| 2002-05 | No disputats                                  | No disputats                                 | No disputats                                  |
| 2006    | Franco Marvulli Bruno Risi                    | Robert Bartko Iljo Keisse                    | Guido Fulst Leif Lampater                     |
| 2007    | Franco Marvulli Bruno Risi                    | Robert Bartko Iljo Keisse                    | Michael Mørkøv Danny Stam                     |
| 2008    | Bruno Risi Danny Stam                         | Joan Llaneras Franco Marvulli                | Alexander Aeschbach Leif Lampater             |
| 2009    | Franco Marvulli Bruno Risi                    | Christian Grasmann Leif Lampater             | Alexander Aeschbach Tristan Marguet           |
| 2010    | Robert Bartko Danilo Hondo                    | Alexander Aeschbach Franco Marvulli          | Léon van Bon Danny Stam                       |
| 2011    | Iljo Keisse Franco Marvulli                   | Silvan Dillier Glenn O'Shea                  | Robert Bartko Danilo Hondo                    |
| 2012    | Kenny De Ketele Peter Schep                   | Danilo Hondo Roger Kluge                     | Tristan Marguet Franco Marvulli               |
| 2013    | Silvan Dillier Iljo Keisse                    | Jasper De Buyst Kenny De Ketele              | David Muntaner Albert Torres                  |
| 2014    | Mark Cavendish Iljo Keisse                    | Silvan Dillier Leif Lampater                 | Jasper De Buyst Kenny De Ketele               |